# 波斯市場 (柯特比)
波斯市場或称波斯集市、在波斯的市场上，是英國作曲家柯特比1920年的鋼琴獨奏作品，後來被改編至管弦樂等不同的版本，樂曲通俗易懂，亦充满異域風情，因而成為了管絃樂入門曲之一。

## 配器
只列舉由作曲家本人親自改編的版本

### 1921年樂隊版本
- 木管樂器：長笛（兼短笛）、雙簧管、2單簧管、巴松管、中音薩克管[1]、次中音薩克管[1]
- 銅管樂器：2圓號、2短號、2長號
- 敲擊樂器：定音鼓、筒鼓、馬鈴、大鼓、小鼓、鈸（踫鈸及吊鈸）、鈴鼓、三角鐵、鐘琴
- 絃樂器：第1小提琴、第2小提琴、中提琴、大提琴、低音提琴、豎琴（齊奏）
- 鍵盤樂器：管風琴[1]
- 聲樂：男聲齊唱（可附加）

### 1933年小組版本[2]
- 鋼琴、小提琴
- 中提琴、大提琴及低音提琴為可附加聲部

## 概要
作品為A小調，2/4，中板；中段為慢板。以描繪波斯市場上，一隊駱駝商隊由遠而近進入市集內，然後描述市場內所發生的事情，及後駱駝商隊離開，音樂由強轉弱，表達由近而遠過程中的景象。
全曲共可分為以下8個情景：
- 駱駝商隊由遠而近
- 乞丐求乞聲
- 公主坐轎來到
- 魔術師和弄蛇者表演
- 酋長行列經過
- 乞丐求乞聲
- 公主回宮、商隊遠去
- 復歸寧靜

## 參看
- 東方主義

### 外部連結
- 柯特比《波斯市場》：国际乐谱典藏计划上的乐谱
- 波斯市場(In A Persian Market)-文建會藝文部落格-黃潘培古典吉他合奏團[永久]
- 波斯市場(In a Persian Market)